# Marianne von Rohden
Marianne von Rohden (* 11. Januar 1785 in Kassel; † 16. Januar 1866 in Leipzig) war eine deutsche Malerin und Kopistin.

## Leben
Von Rohden war die Schwester des Landschaftsmalers Johann Martin von Rohden. Sie heiratete 1807 den deutsch-italienischen Maler und Kupferstecher Ludwig Hummel. Das Ehepaar ging 1808 für fünf Jahre nach Paris, um im Auftrag des Herzogs von Oldenburg im Louvre Kopien anzufertigen, hauptsächlich nach Werken Raffaels. Hier wurde am 12. März 1811 ihre Tochter Susette geboren. Das Mädchen wurde zunächst von den Eltern unterrichtet und ging dann nach Dresden. Nach dem Tod ihres Ehemannes im Jahr 1840 zog von Rohden zu ihrer Tochter Susette nach Leipzig. Diese war als Sängerin und Porträtistin tätig und heiratete 1841 den Komponisten, Thomaskantor und Geiger Moritz Hauptmann. Susette Hauptmann fertigte unter anderem Porträts der Familie von Rohden an, auf einem ist ihre Mutter abgebildet.

## Werke
- La Belle Jardinière nach Raffael, 1809, Verbleib unbekannt (Runge 1840, S. 375).